# Anisopodus bellus
Anisopodus bellus es una especie de escarabajo longicornio del género Anisopodus, tribu Acanthocinini, subfamilia Lamiinae. Fue descrita científicamente por Martins y Monné en 1974.

## Descripción
Mide 10,43-12,08 milímetros de longitud.

## Distribución
Se distribuye por Brasil.